# The Man Behind the Mask
The Man Behind the Mask is een Britse dramafilm uit 1936 onder regie van Michael Powell. Het scenario is gebaseerd op de roman The Chase of the Golden Plate (1906) van de Amerikaanse auteur Jacques Futrelle. 

## Verhaal
Een jong stel is van plan om een gemaskerd bal bij te wonen, voordat ze er samen vandoor gaan. Hun plannetje loopt in het honderd, wanneer de vrouw wordt aangevallen en gegijzeld door een waanzinnige aanvaller.

## Rolverdeling
| Acteur            | Personage               |
| ----------------- | ----------------------- |
| Hugh Williams     | Nick Barcley            |
| Jane Baxter       | June Slade              |
| Ronald Ward       | Jimmy Slade             |
| Maurice Schwartz  | Meester                 |
| George Merritt    | Inspecteur Mallory      |
| Henry Oscar       | Inspecteur bij Interpol |
| Donald Calthrop   | Dr. Harold E. Walpole   |
| Kitty Kelly       | Marian Weeks            |
| Wilfrid Caithness | Raines                  |
| Peter Gawthorne   | Lord Slade              |
| Gerald Fielding   | Harrah                  |
| Reginald Tate     | Allan Hayden            |
| Moyra Fagan       | Nada                    |
| Ivor Barnard      | Hewitt                  |
| Barbara Everest   | Lady Slade              |